# 飯倉晴武
飯倉 晴武（いいくら はるたけ、1933年 - ）は、日本の歴史学者。

## 来歴
東京生まれ。東北大学大学院修士課程修了。宮内庁書陵部首席研究官、陵墓調査官、奥羽大学文学部教授、日本大学文理学部講師を歴任した。

## 著書
- 『明治以前天皇文書の読み方・調べ方』雄山閣出版 (古文書入門叢書)　1987
- 『古文書入門ハンドブック』吉川弘文館 1993
- 『日本史小百科　古記録』東京堂出版 1998
- 『地獄を二度も見た天皇光厳院』吉川弘文館 (歴史文化ライブラリー)2002
- 『日本人のしきたり』青春出版社 (プレイブックスインテリジェンス)2003
- 『日本中世の政治と史料』吉川弘文館 2003
- 『日本人数のしきたり』青春新書インテリジェンス　2007
- 『神頼み入門』角川oneテーマ21)　2008
- 『日本人の数え方がわかる小事典』PHP新書 2012

### 編著
- 史料纂集 第1 山科家礼記 豊田武と校訂 続群書類従完成会 1967-1973
- 史料纂集 第5 言国卿記 山科言国 豊田武と校訂 続群書類従完成会 1975-1995
- 小学館の学習百科図鑑 21 人物世界の歴史 絵でみる伝記 大江一道共著 小学館 1979
- 弁官補任 第1-3 続群書類従完成会 1982-1983
- 日本古文書学論集 3-4 古代 山本信吉共編 吉川弘文館 1988
- 長興宿禰記 小槻長興 続群書類従完成会(史料纂集)1998
- 親長卿記 第1-3 甘露寺親長 続群書類従完成会 2000-2006 (史料纂集)
- 『日本人礼儀作法のしきたり』（監修）青春新書インテリジェンス　2007